# Aerm Ariaentje
Aerm Ariaentje auch bekannt als Adriana (geboren um 1516; begraben am 12. August 1624 in Zutphen) war eine niederländische Frau, die ein hohes Alter erreichte.

## Leben
Aerm Ariaentje wurde um 1516 geboren. Über ihr genaues Alter gibt es unterschiedliche Angaben, in der Literatur wird jedoch auf den Pfarrer in Zutphen Willem Baudertius Bezug genommen. Baudertius war 1598 bis 1640 dort als Gemeindepfarrer tätig. Aber auch er führt mehrere Altersangaben an. Er hält in seinen Memoiren, die im Jahr 1625 erschienen sind, fest, dass im August 1624 kurz hintereinander zwei sehr alte Menschen von ihm begraben wurden. Eine der Personen war Niclaes Woters, er wurde 104 Jahre alt und starb am 8. August, die andere Person war die „alte Jungfer“ Ariaen, im Volksmund „Aerm Ariaen“ genannt, sie starb im Alter von 108 Jahre alt. Er hatte für beide eine Grabinschrift anfertigen lassen und bei Aerm Ariaen lautete diese: „Virgo Adriana jacet tumulo tumulata sub isto/ centenos septemque annos quae vixit, et ultra“. Er übersetzte es mit: „Unter diesem Stein begraben liegt eine Kraft von hundert Jahren/ und dazu noch sieben Jahre, g'lobt es frei, denn es ist wahr“.
Er hält über Aerm Arieaen fest, dass sie bescheiden gelebt habe, aber nicht in Not war.  Sie hinterließ einen Nachlass nach Begleichung der Schulden von vier Stuivern, „was mehr ist, als manche hinterlassen, die als reich gelten“, so Baudartius. Es findet sich jedoch in der veröffentlichten Liste der Zutphener Haushalte aus dem Jahr 1606, basierend auf der Erhebung der Kaminsteuer, keine selbständig lebende Frau diesen Namens.
Die Geschichte dieser sehr alten Menschen wurde unter dem Eintrag „Adriana“ von François Halma in seinem „Tooneel der Vereenigde Nederlande“ aus dem Jahr 1725 übernommen, das wiederum die Quelle für die biografischen Nachschlagewerke von Chalmot und Kobus/De Rivecourt war. Dort soll sie jedoch nur 104 Jahre alt gewesen sein. Sie soll bis zu ihrem Tod bei Sinnen und auch fröhlich gewesen sein.